# Kalkylatorn
Kalkylatorn är ett av de äldsta programmen för Microsoft Windows. Med programmet, som till grafisk form och användargränssnitt imiterar en klassisk miniräknare, kan användaren göra matematiska beräkningar. I senare versioner av Miniräknaren kan man växla mellan ett standardläge (som har knappar för de fyra räknesätten och ett halvdussin enklare funktioner) och ett avancerat läge med knappar för trigonometriska funktioner, logaritmiska funktioner och inverser.
Liknande program (både grafiska och textbaserade) finns i praktiskt taget alla datorsystem.